# Society for Science
A Society for Science (korábbi nevén Science Service) egy washingtoni székhelyű nonprofit szervezet a tudomány támogatására. Fő feladata a tudományos érdeklődésű diákok felkutatása, főként matematikai, mérnöki, biológiai és orvosi területekről. Számos állatkísérleti útmutatásuk „szabvánnyá” vált a kutatással foglalkozó felsőoktatási intézményekben. A szervezet adja ki a Science News című folyóiratot, valamint szponzorál számos nemzetközi eseményt, úgymint az Intel International Science and Engineering Fair, az Intel Science Talent Search és a Discovery Channel Young Scientist Challenge.

## Történet
A Science Service-t 1921-ben a híres újságíró, Edward W. Scripps és a kaliforniai zoológus, William Emerson Ritter alapította tudományos ismeretterjesztés céljával. Scripps 1926-os halálakor Watson Davis vette át a szervezet irányítását, és a Science News-Letter kiadásának vezetését. Ebben az évben vált a hírlevél magazinná. Az elkövetkező években a híreiket a Radio News of the Week is közvetítette. 1940-ben útjára indították a Things of Science programot, melyben a jelentkezők különböző dolgokat kaptak, melyek segítségével megismerhették a tudománnyal kapcsolatos dolgokat. Ez a program egészen 1989-ig futott. 1941-ben az American Institute of the City of New Yorkkal karöltve tudományos klubokat szerveztek szerte az Egyesült Államokban. A következő évben a Westinghouse-szal közösen megtartották az első tehetségkutató versenyt, a Science Talent Search-öt. Többéves tehetségkutatás után 1950-ben megrendezték a National Science Fair-t, mely hamarosan nemzetközi hírű lett International Science and Engineering Fair néven. 1953-ban a Science Service elindította interlingva divízióját (Interlingua Division of Science Service), mely széles körben lehetővé tette a tudományos irodalom lefordítását interlingvára, valamint az 1954-ben megszűnő IALA-tól átvette az interlingva tudományos támogatásának feladatát, ezen belül ingyenesen közrebocsátotta az IALA interlingva könyvtárát is. 1966-ban a Science News-Letter nevet változtatott Science News-ra. A szervezet 1998-ban az Inteltől átvette a Science Talent Search és az International Science and Engineering Fair  szponzori címét. 1999-ben a Discovery Channel Young Scientist Challenge lett a szervezet legújabb befektetése.
2008-ban átnevezték Society for Science & the Public névre, majd 2021-ben ismét a Society for Science névre.

## Külső hivatkozások
- Society for Science.